# Borysław Czarakcziew
Borysław Piotr Czarakcziew (ur. 7 listopada 1962 w Krakowie) – polski architekt.  W latach 2018–2022 wiceprezes Prezydium Krajowej Rady Izby Architektów RP, członek zarządu Architects’ Council of Europe, od 2020 przewodniczący Społecznego Komitetu Zabytków Krakowa (SKOZK).

## Życiorys
Ukończył studia na Wydziale Architektury Politechniki Krakowskiej w 1987. W latach 2002–2014 Przewodniczący Małopolskiej Okręgowej Izby Architektów RP. W latach 2014–2018 członek Krajowej Rady Izby Architektów Rzeczypospolitej Polskiej od 2018-2022 wiceprzewodniczący ds. zagranicznych. Członek zarządu Architects’ Council of Europe (ACE) od listopada 2019 z ramienia Izby Architektów RP. 19 listopada 2020 mianowany przez Prezydenta RP Andrzeja Dudę na Przewodniczącego Społecznego Komitetu Odnowy Zabytków Krakowa

## Działalność zawodowa
Uprawnienia architektoniczne do projektowania zdobył w 1993. Autor ponad 300 projektów architektonicznych o różnej skali i tematyce - od remontu zabytkowego zespołu Szarej Kamienicy w Krakowie do pracy nad projektem Systemu Krakowskiego Szybkiego Tramwaju. W latach 1999 do 2005 Borysław Czarakcziew kierował spółką Miastoprojekt-Kraków jako Prezes Zarządu. Od 2005 współwłaściciel i Prezes Zarządu GPP Grupa Projektowa. Zespół ten jest laureatem szeregu konkursów architektonicznych w tym międzynarodowych, projekty GPP otrzymały wiele nagród państwowych. Jest współautorem projektu Studium Uwarunkowań i Kierunków Zagospodarowania Przestrzennego Miasta Krakowa z 2013.
Od 2009 reprezentuje stronę polską w pracach zespołów ACE (The Architects' Council of Europe) w zespołach zajmujących się akredytacją i certyfikacją programów nauczania oraz uznawania kwalifikacji zawodowych, od 2020 członek zarządu ACE. Reprezentuje Polskę w pracach ENACA (European Network of Architectural Competent Authorities) ciała doradczego Komisji Europejskiej w zakresie dyrektywy o wzajemnym uznawaniu kwalifikacji zawodowych.
Jest członkiem Stowarzyszenia Architektów Polskich.

## Odznaczenia i nagrody
- Krzyż Kawalerski Orderu Odrodzenia Polski (2023)[5][6]
- Srebrny Krzyż Zasługi (2010)[7]
- Odznaka "Honoris Gratia"[8](2008)
- Złota (2003), Srebrna (2000) i Brązowa Odznaka SARP (1996)[9]
- Złota Odznaka Izby Architektów RP[10]